# Пески (Тамбовская область)
Пески — посёлок в Сосновском районе Тамбовской области России. Входит в состав Кулеватовского сельсовета.

## География
Пески расположено в пределах Окско-Донской равнины, в центральной части района, на реке Цна.
Климат
Пески находится, как и весь район, в умеренном климатическом поясе, и входит в состав континентальной климатической области Восточно-Европейской Равнины. В среднем в год выпадает от 350 до 450 мм осадков. Весной, летом и осенью преобладают западные и южные ветра, зимой — северные и северо-восточные. Средняя скорость ветра 4-5 м/с.

## История
Согласно Закону Тамбовской области от 17 сентября 2004 года № 232-З посёлок включен в состав образованного муниципального образования Кулеватовский сельсовет.

## Население
| 2010 |
| ---- |
| 3    |

## Инфраструктура
Личное подсобное хозяйство.

## Транспорт
Просёлочные дороги.